# El juicio de Paris (ópera)

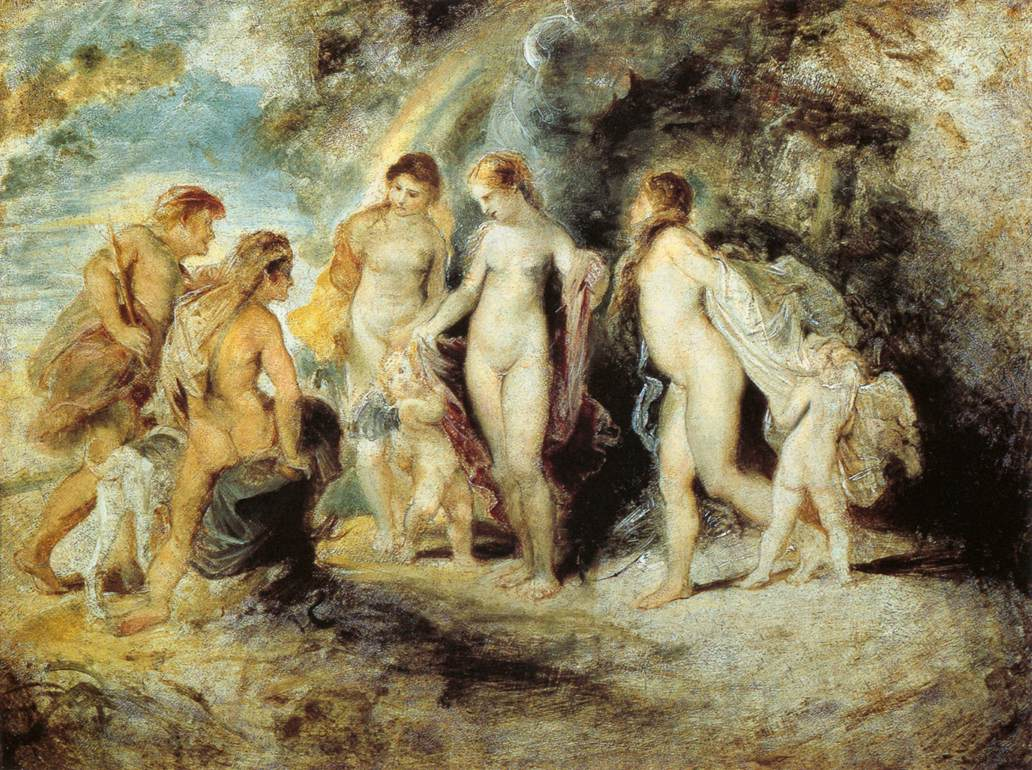
El juicio de Paris, obra de Rubens.

El juicio de Paris (título original en inglés The Judgement of Paris) es un libreto operístico escrito por William Congreve. Fue musicado por cuatro compositores barrocos de Inglaterra - John Weldon, John Eccles, Daniel Purcell y el moravo Gottfried Finger - como parte de una competición musical celebrada en 1700-1701. Thomas Arne, más tarde (en 1742), compuso una partitura para el libreto.

## Personajes
- Mercury, mensajero de los dioses.
- Paris, un pastor.
- Juno, diosa del matrimonio.
- Pallas, diosa de la guerra.
- Venus, diosa del amor.
- Coro

## El "premio de música"

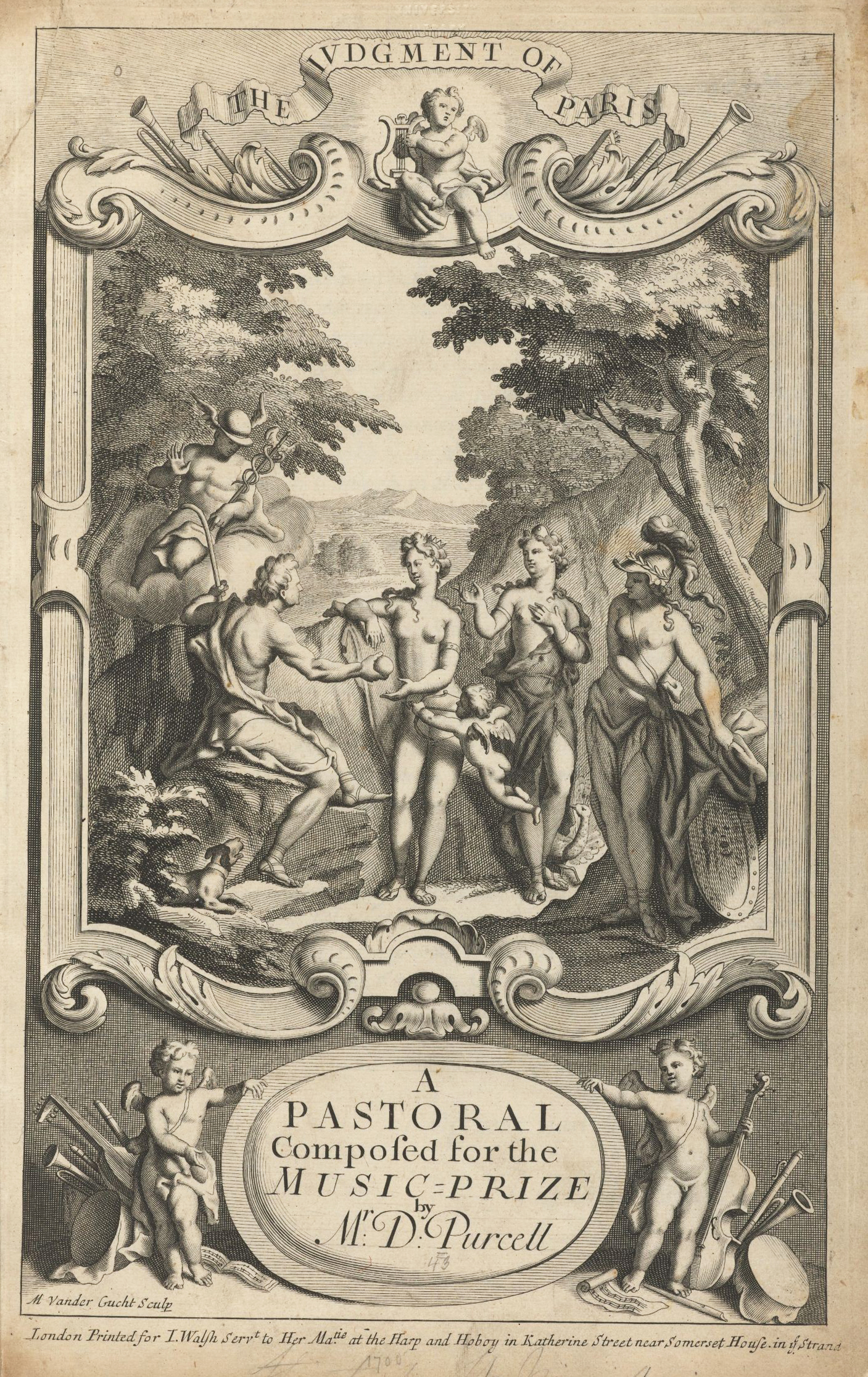
Portada de la partitura de Daniel Purcell.

Un grupo de nobles ingleses encabezados por Lord Halifax se habían interesado en promover ópera cantada íntegramente en inglés (la mayor parte de las óperas inglesas de la época asumían la forma de mezcla de música y drama hablado semiópera). En un anuncio en London Gazette de 18 de marzo de 1700 ofrecieron un "premio musical" ("Musick Prize") para la mejor partitura del breve libreto de Congreve. El primer premio eran 100 guineas, el segundo 50, el tercero 30 y el cuerto 20.
Cuatro composiciones entraron en la competición: John Weldon, John Eccles, Daniel Purcell y Gottfried Finger. Sus obras se interpretaron indivisualmente durante la primavera del año 1701, luego representadas juntas en un gran final en el Teatro de Dorset Garden el 3 de junio de 1703. El público eligió al ganador. Eccles había esperado ganar pero en el acontecimiento fue el segundo, después de Weldon con Daniel Purcell tercero y Finger cuarto. La competición tuvo poco éxito a largo plazo en la promoción de la ópera íntegramente hablada en inglés. La escena londinense pronto estaría dominada por la ópera italiana y tanto Eccles como Daniel Purcell abandonaron escribir música teatral.
La competición se volvió a representar en el Royal Albert Hall como parte de la temporada de los BBC Proms de 1989. Anthony Rooley dirigió el Consort of Musicke y el Concerto Köln en representaciones de las tres partituras que han sobrevivido (la de Finger se ha perdido). De nuevo, el público decidía, y esta vez le dieron el primer premio a Eccles.

## Versiones
- El juicio de Paris de Weldon.
- El juicio de Paris masque de Eccles, estrenada en marzo de 1701, Londres, Dorset Gardens.
- El juicio de Paris, un pastoral de D. Purcell, masque, 1701, Londres
- El juicio de Paris, masque íntegramente cantado, 1701, Londres.
- El juicio de Paris, masque en un acto, de Thomas Arne, estrenado el 1 de agosto de 1740 en Drury Lane.